# Franciszek Ankerburg Wagner
Franciszek Ankerburg (von) Wagner (ur. ok. 1838 w Czechach, zm. 18 października 1930 w Sanoku) – c. k. urzędnik.

## Życiorys
Franciszek Ankerburg Wagner urodził się na ziemi czeskiej. W okresie zaboru austriackiego został urzędnikiem C. K. Namiestnictwa Galicji we Lwowie. Początkowo był wymieniony jako zatrudniony w urzędach pomocniczych C. K. Namiestnictwa, od około 1864 sprawując stanowisko akcesisty, a od około 1866 stanowisko oficjała.
Po wprowadzeniu języka polskiego urzędowego w ramach autonomii galicyjskiej od około 1869 pozostawał w składzie urzędników manipulacyjnych pracując w randze oficjała namiestnictwa, następnie od około 1873 w tej randze sprawował stanowisko kancelisty, od około 1878 stanowisko oficjała. Od około 1885 sprawował stanowisko dyrektora w gronie urzędników manipulacyjnych, a po zmianie nomenklatury od około 1887 figurował jako dyrektor urzędów pomocniczych C. K. Namiestnictwa, pełniąc stanowisko do około 1905. Urząd piastował w charakterze c. k. naddyrektora i radcy namiestnictwa (określany także jako star. dyrektor urz. pom. c. k. Namiestnictwa). 
W 1914 przebywał w Limanowej. Jego żoną od około 1869 była Wanda Zofia z domu Pietrzycka (ur. 8 marca 1851 w Rzeszowie jako córka Adama i Franciszki z domu Kaczanowskiej, zamieszkiwała w Sanoku przy ul. Bartosza Głowackiego 1, zmarła 25 grudnia 1946 w Sanoku), z którą miał syna Stanisława (1873-1923), lekarza weterynarza powiatowego z Czortkowa.

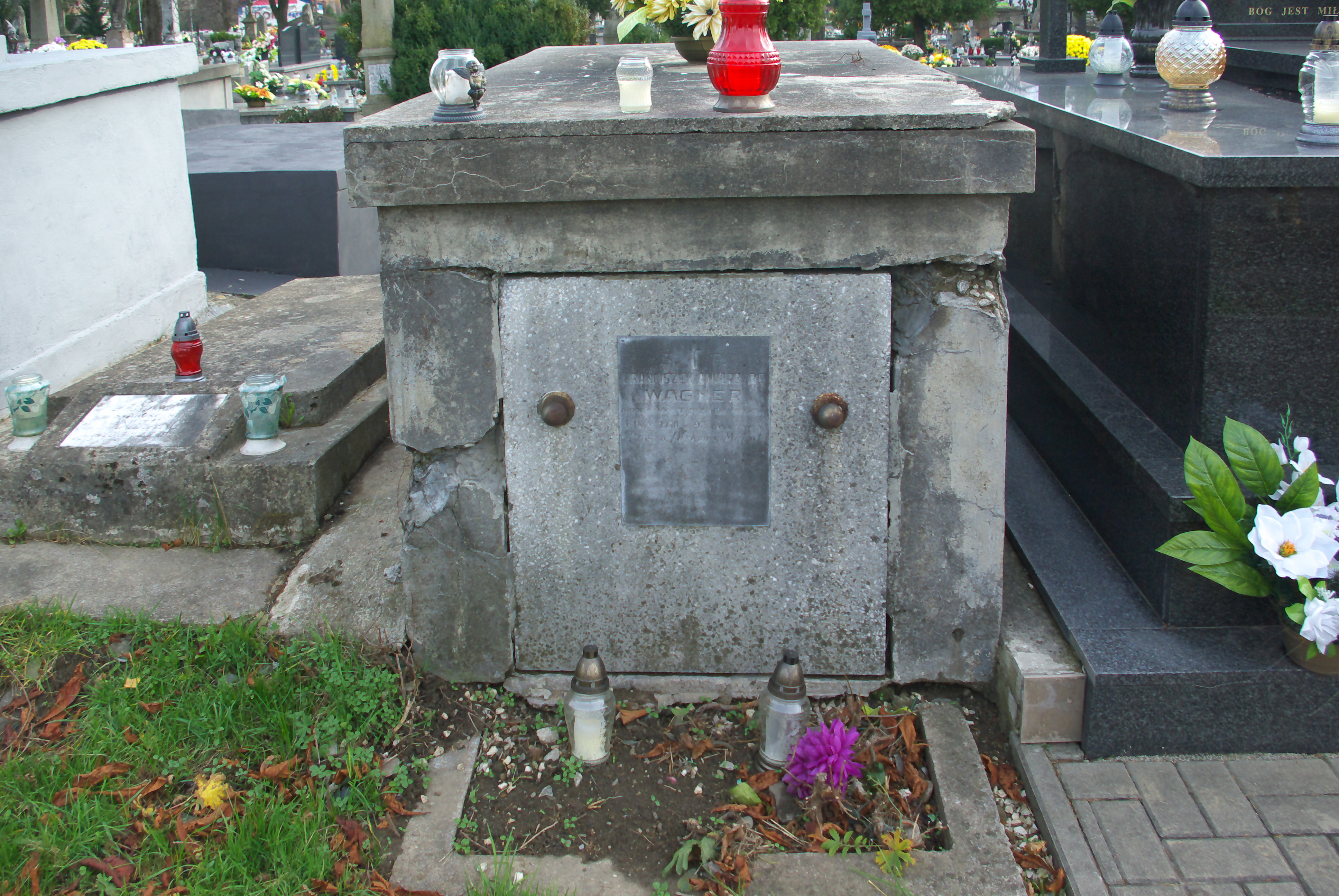
Grobowiec Franciszka Ankerburg Wagnera

Zmarł 18 października 1930 w Sanoku w wieku 92 lat. Został pochowany na cmentarzu przy ul. Rymanowskiej w Sanoku 20 października 1930.

## Odznaczenia
austro-węgierskie
- Medal Honorowy za Czterdziestoletnią Wierną Służbę[9]
- Medal Jubileuszowy Pamiątkowy dla Cywilnych Funkcjonariuszów Państwowych[9]